# جون توماسون
جون توماسون (بالإنجليزية: John Thomason)‏ (28 فبراير 1893، هانتسفيل في الولايات المتحدة - 12 مارس 1944)؛ ضابط وروائي أمريكي.